# پنج‌گانه قزل‌آلا
پنج‌گانهٔ قزل‌آلا یا پنج‌نوازی قزل‌آلا (به انگلیسی: Trout Quintet، به آلمانی: Forellenquintett) نام محبوب پنج‌نوازی (کوئینتتِ) پیانو در لا ماژور، دِ ۶۶۷، در ۵ موومان، اثر فرانتس شوبرت است.

## ساختار

### سازبندی
این اثر برای دو ویولن، یک ویولا، یک ویولنسل، و یک پیانو نوشته شده است.

### موومان‌ها
پنج‌نوازی قزل‌آلا شامل ۵ موومان است:
1. آلگرو ویواچه[ب] (در لا ماژور)
2. آندانته (در فا ماژور)
3. اسکرتسو: پرِستو (در لا ماژور)
4. آندانتینو ــ آلگرتو (در رِ ماژور)
5. آلگرو جوسـْتو[پ] (در لا ماژور)